# Ceroplesis hecate
Ceroplesis hecate es una especie de escarabajo longicornio del género Ceroplesis, subfamilia Lamiinae. Fue descrita científicamente por Chevrolat en 1855.
Se distribuye por Gabón, República Democrática del Congo, Uganda, Ghana, Nigeria, Benín, Camerún, Angola y Costa de Marfil. Mide 20-30 milímetros de longitud. El período de vuelo de esta especie ocurre en los meses de enero, mayo y diciembre.
Parte de la dieta de Ceroplesis  se compone de plantas de la familia Cupressaceae.